# Magique Emmanuelle
Pour les articles homonymes, voir Magique et Emmanuelle.
Magique Emmanuelle est un téléfilm érotique français de Francis Leroi diffusé en 1993.

## Synopsis
La jeune Emmanuelle et son amie Coco rendent visite à une amie dont le mari sculpteur s'est épris d'une de ses créations. Emmanuelle va utiliser toute sa magie pour l'en détourner... Plus tard, Emmanuelle, Coco et sa sœur, Paula, voyagent en Afrique pour un mariage. Elles ratent leur avion et doivent voyager par bateau. Elles découvrent à bord un passager très attirant...

## Fiche technique
- Titre : Magique Emmanuelle
- Réalisation : Francis Leroi
- Origine : France
- Durée : 1h30
- Format : couleurs

## Distribution
- Marcela Walerstein : Emmanuelle jeune
- George Lazenby : Mario
- Sylvia Kristel : Emmanuelle
- Joel Bui : Athisan Khan